# Локос
Локос (LoCoS — «Lovers Communication System», «система спілкування для закоханих») — штучна мова для міжнародного спілкування, що базується на використанні  піктограм та ідеограм, за допомогою яких, за певними правилами складаються речення.

## Основні символи
Є 8 основних символів:
| Символ | Семантика   | Символ | Семантика         |
| ------ | ----------- | ------ | ----------------- |
|        | сонце, день |        | людина            |
|        | річ         |        | думка             |
|        | почуття     |        | країна, місце     |
|        | питання     |        | крапка, існування |

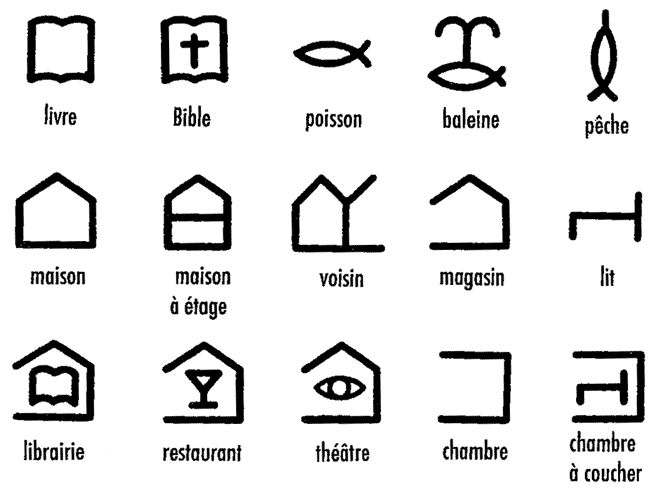
Піктограми, підписані французькою

Його запропонував в 1964 Юкіо Ота, японець, професор Університету Мистецтв Тама і міжнародний спеціаліст по стандартизації знакового оточення (один з представників  Японії в ISO), як візуальну мову на основі інтуїтивно зрозумілих піктограм, яким відповідало певне читання.
Крім мови дорожніх та інших міжнародно прийнятих візуальних позначень, на створення LoCoS вплинула рідна японська мова Юкіо Ота.